# Bingo (filastrocca)
Bingo, nota anche come Bingo Was His Name-O, There Was a Farmer Who Had a Dog, o informalmente B-I-N-G-O, è una canzone per bambini in lingua inglese di origine oscura. Strofa dopo strofa viene omessa la prima lettera del titolo compitato, battendo le mani invece di pronunciare effettivamente la lettera. Le è assegnato il numero 589 del Roud Folk Song Index.

## Testo
La versione contemporanea ha generalmente questa struttura:
There was a farmer had a dog,

and Bingo was his name-o.

B-I-N-G-O

B-I-N-G-O

B-I-N-G-O

And Bingo was his name-o.

There was a farmer had a dog,

and Bingo was his name-o.

(clap)-I-N-G-O

(clap)-I-N-G-O

(clap)-I-N-G-O

And Bingo was his name-o.

There was a farmer had a dog,

and Bingo was his name-o.

(clap)-(clap)-N-G-O

(clap)-(clap)-N-G-O

(clap)-(clap)-N-G-O

And Bingo was his name-o.

There was a farmer had a dog,

and Bingo was his name-o.

(clap)-(clap)-(clap)-G-O

(clap)-(clap)-(clap)-G-O

(clap)-(clap)-(clap)-G-O

And Bingo was his name-o.

There was a farmer had a dog,

and Bingo was his name-o.

(clap)-(clap)-(clap)-(clap)-O

(clap)-(clap)-(clap)-(clap)-O

(clap)-(clap)-(clap)-(clap)-O

And Bingo was his name-o.

There was a farmer had a dog,

and Bingo was his name-o.

(clap)-(clap)-(clap)-(clap)-(clap)

(clap)-(clap)-(clap)-(clap)-(clap)

(clap)-(clap)-(clap)-(clap)-(clap)

And Bingo was his name-o.

## Versioni precedenti
Il primo riferimento a qualsiasi forma della canzone proviene dal titolo di uno spartito pubblicato nel 1780, che attribuiva la canzone a William Swords, attore dell'Haymarket Theatre di Londra. Le prime versioni della canzone erano diversamente intitolate "The Farmer's Dog Leapt o'er the Stile", "A Franklyn's Dogge" o "Little Bingo".

Una prima trascrizione della canzone (senza titolo) risale al testo del 1785 "The Humming Bird", che recita «Questo è il modo in cui la maggior parte delle persone conosce la canzone tradizionale per bambini»:
The farmer's dog leapt over the stile,

his name was little Bingo,

the farmer's dog leapt over the stile,

his name was little Bingo.

B with an I — I with an N,

N with a G — G with an O;

his name was little Bingo:

B—I—N—G—O!

His name was little Bingo.

The farmer loved a cup of good ale,

he called it rare good stingo,

the farmer loved a cup of good ale,

he called it rare good stingo.

S—T with an I — I with an N,

N with a G — G with an O;

He called it rare good stingo:

S—T—I—N—G—O!

He called it rare good stingo

And is this not a sweet little song?

I think it is —— by jingo.

And is this not a sweet little song?

I think it is —— by jingo.

J with an I — I with an N,

N with a G — G with an O;

I think it is —— by jingo:

J—I—N—G—O!

I think it is —— by jingo.
Una trascrizione simile esiste dal 1840, come parte di The Ingoldsby Legends, in parte attribuita al tale «Mr. Simpkinson di Bath». Questa versione elimina molti dei versi ripetuti rinvenibili nella versione del 1785; la trascrizione utilizza un'ortografia più arcaica e le prime righe recitano «A franklyn's dogge» piuttosto che «The farmer's dog». Dal 1888 è documentata altresì una versione simile a quella di Ingoldsby, con alcune variazioni ortografiche.
La diffusione della canzone negli Stati Uniti fu attestata da Robert M. Charlton nel 1842. La folclorista inglese Alice Bertha Gomme ne registrò otto forme nel 1894. Versioni molto diverse sono state registrate a Montón, Shropshire, Liphook e Wakefield, Staffordshire, Nottinghamshire, Cambridgeshire, Derbyshire ed Enborne. Tutte queste versioni erano associate a giochi per bambini, le cui regole differivano in base alla località. Le prime versioni di Bingo erano anche note come canzoni goliardiche da pub per adulti.

Variazioni sul testo si riferiscono al cane in vario modo come appartenente a un mugnaio (miller) o un pastore (shepherd), e/o chiamato «Bango» o «Pinto». In alcune varianti, vengono aggiunte variazioni alla seguente terza strofa:
The farmer loved a pretty young lass,

and gave her a wedding-ring-o.

R with an I — I with an N,

N with a G — G with an O;

(ecc.)
Questa strofa è posta prima o sostituita alla strofa che inizia con «And is this not a sweet little song?»
Versioni che rappresentano varianti della prima versione di Bingo sono state incise in arrangiamenti classici da Frederick Ranalow (1925), John Langstaff (1952) e Richard Lewis (1960). Sotto il titolo di "Little Bingo", una variante della prima versione è stata registrata due volte dal cantante folk Alan Mills, su Animals, Vol. 1 (1956) e su 14 Numbers, Letters, and Animal Songs (1972).